# Glasauge (Fisch)
Das Glasauge (Argentina sphyraena) ist ein Fisch aus dem nordwestlichen Atlantik. Sein Verbreitungsgebiet reicht von der Küste des nördlichen Norwegens über die nördlichen, tieferen Teile der Nordsee, die Westküsten Schottlands und Englands, die irische Küste und die Biskaya bis zur Küste der Westsahara. Außerdem kommt es im westlichen Mittelmeer, im Ionischen Meer, im Skagerrak und an der Küste des südlichen Island, auf dem Wyville-Thomson-Rücken und bei den Färöern und den Shetlandinseln vor.

## Merkmale
Das Glasauge wird maximal 35 cm lang, bleibt für gewöhnlich aber bei einer Länge von 20 cm. Es ist langgestreckt und schlank und besitzt eine kurzbasige, direkt hinter dem Ende der Brustflossen und vor der Körpermitte sitzende Rückenflosse sowie eine Fettflosse. Die Schnauzenlänge ist größer oder gleich dem Augendurchmesser. Entlang der Seitenlinie finden sich 50 bis 54 Schuppen.

## Lebensweise
Das Glasauge ist ein Schwarmfisch, der sich vor allem über den oberen Bereichen des Kontinentalschelfs in Tiefen von 50 bis 500 Metern aufhält, im östlichen Ionischen Meer in etwa 300 bis 700 Metern Tiefe. Die Fische fressen bodenlebende Wirbellose wie Polychaeten, Weichtiere und Krebstiere, aber auch pelagische Wirbellose und kleine Fische. Die Fortpflanzungszeit liegt im Mittelmeer im Winter und im Frühling, bei den Britischen Inseln von Mai bis Juli. Eier und Larven sind pelagisch. Das Glasauge wird bei einer Länge von 12 bis 13 cm geschlechtsreif und maximal 16 Jahre alt.

## Nutzung
Glasaugen werden kommerziell befischt und zu Fischmehl verarbeitet. Wie Stinte haben frisch gefangene Exemplare einen gurkenähnlichen Geruch.